# Sandra Krautwaschl

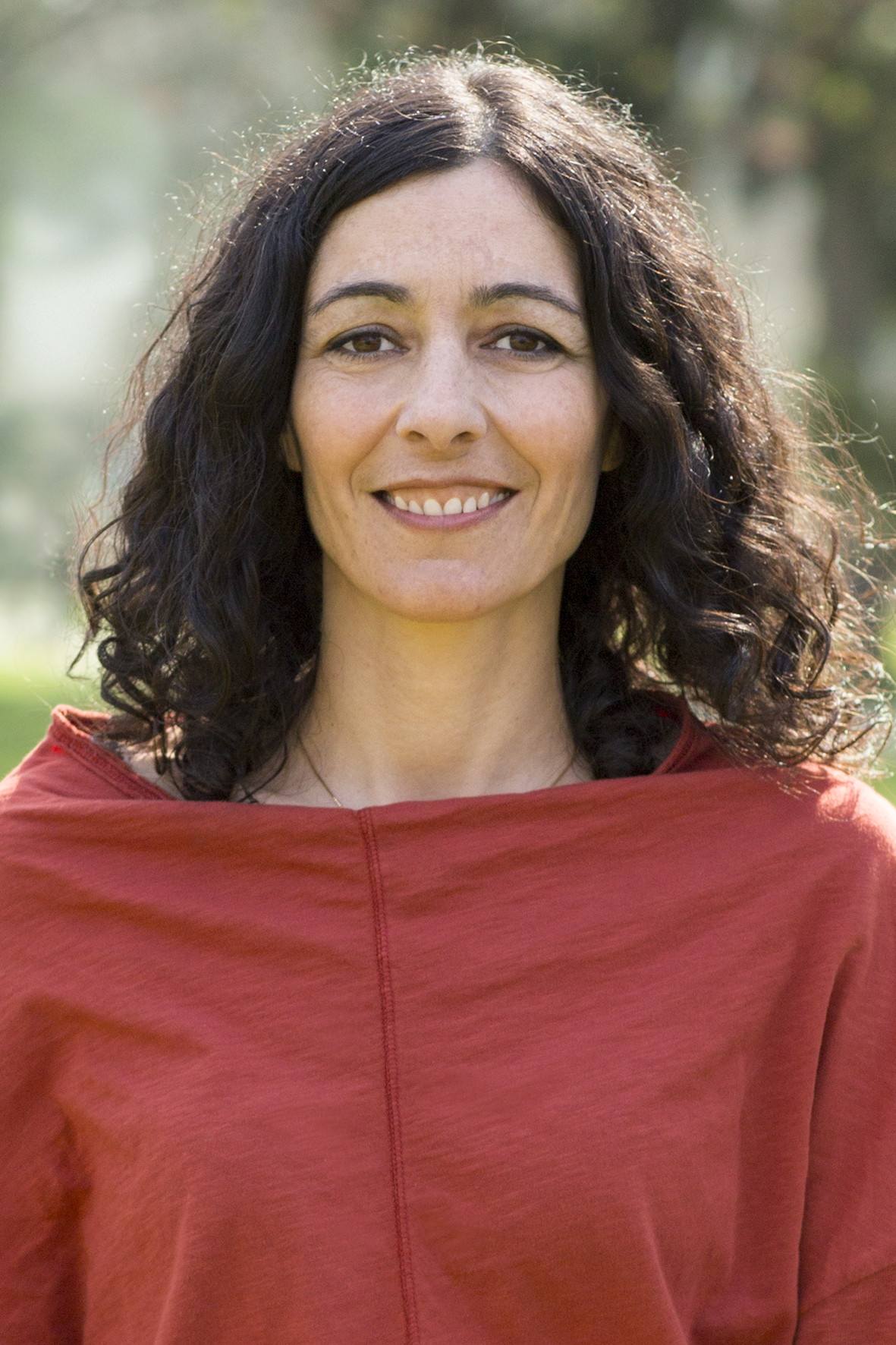
Sandra Krautwaschl, 2016

Sandra Krautwaschl (* 4. November 1971 in Graz) ist eine österreichische Politikerin der Grünen. Die Öko-Aktivistin wurde am 16. Juni 2015 als Abgeordnete zum Steiermärkischen Landtag angelobt.

## Privates
Sandra Krautwaschl wuchs in Gleisdorf auf und maturierte hier. 1994 schloss sie die Akademie für Physiotherapie ab.

## Das Plastikfrei-Leben-Experiment
Nach einem Urlaub auf einer kroatischen Insel mit viel Plastikmüll am Strand und im Wasser und inspiriert durch den Kinofilm Plastic Planet des österreichischen Regisseurs Werner Boote, der die Gefahren von Plastik und generell synthetischer Kunststoffe in ihren verschiedensten Formen zeigt, wurde Krautwaschl zur Öko-Aktivistin. Sie beschloss, nach der Grazer Premiere des Films im November 2009 mit ihrer Familie vorerst einen Monat lang plastikfrei zu leben und sich Kunststoff-Produkten zu entsagen. Dazu wurden sämtliche Kunststoffartikel im Haushalt gesammelt und nach alternativen Möglichkeiten gesucht. Im Hof der Liegenschaft türmten sich diese zu einem riesigen Berg. Die Bemühungen gipfelten im Film Kein Heim für Plastik, der von ThimFilm produziert wurde. Der Film erlangte internationales Interesse; in der ARD wurde ebenso darüber berichtet, wie in der Schweiz oder den USA. Dazu veröffentlicht sie im Heyne Verlag am 8. Juni 2012 das Taschenbuch „Plastikfreie Zone – Wie meine Familie es schafft, fast ohne Kunststoff zu leben“. Der „Versuch“ der Familie Krautwaschl-Rabensteiner dauert selbst heute (2018) noch an. Sandra Krautwaschl gibt ihre Erkenntnisse und Erfahrungen auch immer wieder in Vorträgen und Diskussionen weiter.
Sandra Krautwaschl ließ am 13. Jänner 2020 das 12x18-cm-Taschenbuch „Verschwendungsfreie Zone“ folgen und stellte es in den Monaten darauf in Graz und der Steiermark bei mehreren Veranstaltungen vor. Nach dem Motto „Weniger Kram, mehr Leben“ vermittelt sie, wie die Reduktion der Dinge im Haushalt mehr Freiraum für das Leben ermöglicht.

## Politische Karriere
Lokalpolitisch war Krautwaschl in der Gemeinde Eisbach seit 2010 bis zur Auflösung der selbständigen Gemeinde am 31. Dezember 2014 als Gemeinderätin aktiv. Nach dem Zusammenschluss mit der Gemeinde Gratwein-Straßengel wurde sie bei der Gemeinderatswahl 2015 in den Gemeinderat der neuen Gemeinde gewählt. Dazu ist Krautwaschl bei den Grünen im Bezirk Graz-Umgebung als stellvertretende Bezirkssprecherin aktiv.
Am 8. November 2014 wurde Sandra Krautwaschl von den Grünen für den Regionalwahlkreis Graz und Graz-Umgebung als Spitzenkandidatin nominiert. Nachdem die Grünen bei der Landtagswahl 2015 im Wahlkreis Graz-Umgebung ein Direktmandat erreichten, stand der Einzug von Sandra Krautwaschl in den Steiermärkischen Landtag fest. Sie wurde am 16. Juni 2015 angelobt.
Im Landtag ist Krautwaschl Obfrau des Ausschusses für Gesundheit (Gesundheit und Pflege, Wissenschaft und Forschung) sowie Mitglied in den Ausschüssen für Bildung (Bildung, Schule, Kinderbetreuung, Jugend, Frauen, Familie und Sport), Petitionen und Soziales (Soziales, Arbeitsmarkt, Konsumentenschutz, Senioren und Integration).
Im Jänner 2019 wurde sie als Spitzenkandidatin der Grünen für die Landtagswahl in der Steiermark 2019 präsentiert. Bei der Landtagswahl am 24. November 2019 erreichten die Grünen mit Krautwaschl als Spitzenkandidatin das beste Ergebnis aller Zeiten (12,08 %), woraufhin Krautwaschl auch zur Klubobfrau der Grünen im Landtag gewählt wurde. Im September 2020 wurde sie von den Mitgliedern der steirischen Grünen im Rahmen einer erstmals virtuell durchgeführten Landesversammlung mit 95,2 Prozent Zustimmung auch zur Landessprecherin der Partei gewählt. Für die Landtagswahl 2024 wurde sie mit 97,2 Prozent erneut zur Spitzenkandidatin gewählt.
Sie ist heute (Stand 2025) Landessprecherin und Klubobfrau, sowie Sprecherin für Klima, Naturschutz, Energie, Gesundheit, Pflege, Inklusion, Gemeinden, Landwirtschaft und Tierschutz.

## Beruf, Verein und Familie
Krautwaschl arbeitet als Physiotherapeutin. Sie ist mit dem Sonderschullehrer Peter Rabensteiner verheiratet und Mutter von drei Kindern. Die Familie lebt nun (2014) in Eisbach bei Graz.
Sandra Krautwaschl ist die Tochter eines Cousins des Diözesanbischofs der Diözese Graz-Seckau Wilhelm Krautwaschl.
Sandra Krautwaschl ist (2016) Mitglied der Freiwilligen Feuerwehr Eisbach.